# Округ Гилфорд (Северна Каролина)
Гилфорд (енгл. Guilford County) је округ у америчкој савезној држави Северна Каролина.

## Демографија
По попису из 2010. године број становника је 488.406, што је 67.358 (16,0%) становника више него 2000. године.
| Група             | 2000.           | 2010.           |
| Белци             | 264.847 (62,9%) | 265.228 (54,3%) |
| Афроамериканци    | 123.253 (29,3%) | 158.899 (32,5%) |
| Азијати           | 10.294 (2,4%)   | 19.176 (3,9%)   |
| Хиспаноамериканци | 15.985 (3,8%)   | 34.826 (7,1%)   |
| Укупно            | 421.048         | 488.406         |